# Ample Rock
Ample Rock ist ein markanter Klippenfelsen vor der Nordküste Südgeorgiens im Südatlantik. Er liegt östlich des Markham Point in der Ample Bay, einer Nebenbucht der Bay of Isles, und dient als wichtiger Orientierungspunkt bei der Navigation durch letztere Bucht.
Das UK Antarctic Place-Names Committee benannte ihn 2013 in Anlehnung an die Benennung der gleichnamigen Bucht.